# あべのハルカス近鉄本店
- 天王寺 > あべのハルカス近鉄本店
- 阿部野橋ターミナルビル > あべのハルカス > あべのハルカス近鉄本店
- 近鉄百貨店 > あべのハルカス近鉄本店

あべのハルカス近鉄本店（あべのハルカスきんてつほんてん）は、大阪府大阪市阿倍野区阿倍野筋1丁目1番43号にある、近鉄百貨店が運営する百貨店。同社の本店で、通称は「近鉄本店」、「あべの近鉄」。
2013年（平成25年）6月12日までは「近鉄百貨店阿倍野店」と呼称していたが、タワー館の開業に伴い、翌日からは「あべのハルカス」の中核施設・近鉄流通グループの旗艦店であることを強く印象付ける目的で「あべのハルカス近鉄本店」に統一した。

## 概要
大阪阿部野橋駅および天王寺駅のターミナルデパートであり、日本一高い超高層ビル「あべのハルカス」（開業当時）の中核施設である。あべのハルカス建設に伴い建て替えられた「タワー館」と、1988年に村野藤吾の設計で建てられた新館を改装した「ウイング館」で構成され、日本の百貨店としては最大の営業面積100,000m2を持つ。
天王寺・阿倍野エリアで唯一の百貨店でもあることから、フルラインナップ・フルターゲット型の店舗作りを得意としている。Hoopやandといった商業施設も併設しているため、他の百貨店のようにシニア層、あるいはファッション感度の高い顧客に客層が絞り込まれておらず、老若男女問わず様々な性別・年齢の客に人気がある。あべのハルカス開業後は日本最大となった営業面積を活かし、さらにこの路線を強化している。

## 年表
- 1926年（大正15年） - 大阪鉄道（大鉄・現在の近鉄南大阪線などの当時の運営会社）が大阪阿部野橋駅へ専門店街「大鉄アーケード」を設置
- 1934年（昭和9年） - 大阪鉄道が株式会社大鉄百貨店を創立。
- 1937年（昭和12年）11月16日 - 第一期工事が完成したことを受けて大鉄百貨店全館開業[2]。
- 1944年（昭和19年）4月1日 - 関西急行鉄道が大阪鉄道を合併し、当店は「関急百貨店阿倍野店」に改称。
- 1944年（昭和19年）6月1日 - 関西急行鉄道と南海鉄道（南海。1947年（昭和22年）に再度分離して現在の南海電気鉄道となる）が合併して近畿日本鉄道（近畿日本）が発足[注 2]し、「近畿日本鉄道阿倍野百貨店」に名称変更[3]。
- 1945年（昭和20年）3月14日 - 空襲により罹災 。
- 1948年（昭和23年） -「近鉄百貨店阿倍野店」と店名を変更[注 3]。
- 1965年（昭和40年）4月 - 第2次増築工事が完了。
- 1972年（昭和47年）6月1日 - 「株式会社近鉄百貨店」として分離独立し、周辺に本社が置かれる。
- 1974年（昭和49年）3月17日 - 中学生が設置した竹筒爆弾が爆発。陳列物の一部を焼く[4]。
- 1988年（昭和63年） 11月11日 - 村野藤吾設計の新館が完成し、西日本最大級に増床した。
  - キャッチコピーは「夢スタジアム」。
  - 阿部野橋ターミナルビル新館には当店に加え、近商ストア運営の生活用品専門店「オールウェイズ」、近鉄商業開発（1987年5月1日設立）運営の専門店街「ラ・セレナ」が出店し、近鉄流通グループの旗艦店とされた。ビル内には三井銀行（当時）阿倍野支店も新たに入居した。
  - 当店の増床に合わせて近鉄百貨店がCIを導入しロゴマークを変更。
  - 近鉄百貨店が本店制を導入。上本町店、奈良店、橿原店、西京都店、東京店を傘下に置く本店となった。
- 2000年（平成12年）9月1日 - 旧・(株)近鉄百貨店によって南側にHOOP開業。
  - 同日付で子会社だった(株)近鉄商業開発は(株)京都近鉄百貨店（旧・丸物、本社：京都市下京区）に吸収合併されたため、既存の「ラ・セレナ」は京都近鉄百貨店の運営となる[5]。
- 2001年（平成13年）2月28日 - (株)京都近鉄百貨店が(株)近鉄百貨店を吸収合併し「株式会社近鉄百貨店」に商号変更（逆さ合併）。
  - 新会社は当店付近に本社を移転し、近鉄百貨店が上場企業となった。
  - 「ラ・セレナ」は近鉄百貨店に新設された商業開発本部の運営となる。
- 2008年（平成20年）
  - 8月31日 - 「ラ・セレナ」が阿部野橋ターミナルビル建て替えのため閉鎖される。
  - 9月9日 - HOOPのさらに南側へandを開業する。「ラ・セレナ」で営業していたテナントも一部入居。
- 2009年（平成21年）3月19日 - 阿倍野本店の本館西側（旧館）部分を建て替えのため閉鎖[6]。翌3月20日より、本館の東側（1988年に増床した新館（現：ウイング館））部分のみでの営業を開始。
- 2013年（平成25年）
  - 6月13日 - あべのハルカス・タワー館（地上14階〜地下2階）部分が先行開業（ウイング館の一部（9階催会場など）を含む）。売場面積は57,000m2（タワー館（西側：50,000m2）とウイング館（東側：7,000m2）の合計）。同日より店名を「あべのハルカス 近鉄本店」に改称。あわせて包装紙・ショッピングバッグのデザインを変更。
  - 10月10日 - あべのハルカス 近鉄本店の第2期分（ウイング館の4階の一部〜8階部分）が開業。売場面積は77,000m2（タワー館（西側：57,000m2）とウイング館（東側：20,000m2）の合計）。
- 2014年（平成26年）
  - 2月22日 - あべのハルカス 近鉄本店が全館開業（ウイング館の地下2階〜4階の残り部分の開業）。売場面積は100,000m2（タワー館（西側：57,000m2）とウイング館（東側：43,000m2）の合計）。
  - 3月7日 - あべのハルカスがグランドオープン（オフィスフロア・大阪マリオット都ホテル・あべのハルカス美術館・ハルカス300（展望台）を含む）。
- 2021年（令和3年）9月16日 -大阪・関西万博関連グッズを当店とインターネット販売で販売開始。2022年6月ごろまで販売[7]。

## 歴史

### 大鉄百貨店
当百貨店は現在の南大阪線・長野線など運行していた大阪鉄道（大鉄）が大正15年（1926年）に大阪阿部野橋駅へ設置した「大鉄アーケード」を発祥とする。その後、子会社を設立して昭和10年（1935年）10月には百貨店の新設工事に着手し、昭和13年（1938年）10月、営業面積約16,000 m2の大鉄百貨店として全面開業した。その後、昭和19年(1944年)6月、大鉄百貨店も親会社とともに関西急行鉄道へ合併し、同社直営の関急百貨店となる。さらに同社が南海鉄道（現在の南海電気鉄道の前身）と合併して近畿日本鉄道株式会社が誕生すると、日本鉄道阿倍野百貨店に改称している。
第二次世界大戦が激化すると、統制経済のため当店にも約100名の軍隊が配備されるなど、限定された形での営業を余儀なくされる。昭和20年(1945年)には、当店付近も空襲に遭い、同年3月には日本鉄道阿倍野百貨店も罹災した。

### 近鉄百貨店阿倍野店
昭和20年（1945年）8月に終戦を迎え、同年の12月には復旧工事が着工された、翌21年(1946年)6月に2階の雑貨売り場が先行開業するなど、順次開業を繰り返し、昭和23年（1948年）4月には全館が営業再開にこぎつけた。同年、近鉄百貨店阿倍野店へ改称。昭和25年（1950年）7月には1階へ日本初の「ドラッグストア」を開業し、1960年(昭和35年)には約74億円だった売り上げは1965年(昭和40年)には約170億円を突破するほどに成長した。

#### 阿部野橋ターミナル整備構想

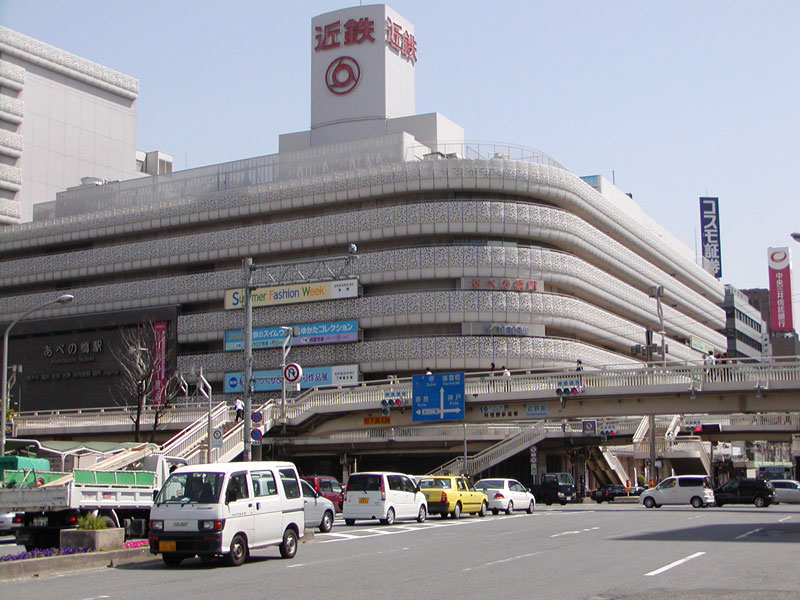
1988年に改装した旧館（西側部分）

1970年代に入ると、泉州沖に関西国際空港の建設が予定され、大阪の南の玄関として天王寺・阿倍野エリアの重要性が高まっていた。1977年（昭和52年）、親会社の近畿日本鉄道では阿部野橋駅周辺整備プロジェクトチームを設け、「阿部野橋ターミナル整備構想」を策定。この中に当店の増床工事が含まれており、1983年（昭和58年)に着工した。1988年（昭和63年）11月11日 には増床した新館(現在のウイング館)がオープン。近畿日本鉄道本社、ならびにそごう大阪店や池袋パルコ（旧・東京丸物）を設計した村野藤吾の遺作となった。

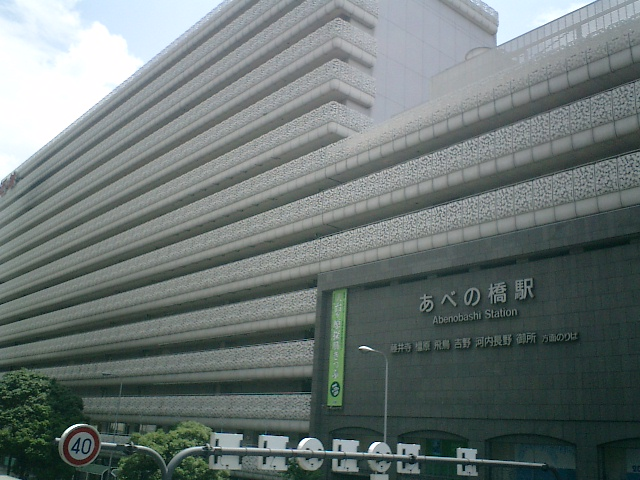
新館（東側部分、現・ウイング館）

当時西日本で最大だった阪急百貨店大阪・うめだ本店（当時）を上回り、営業面積は西日本一の約58,600m2に拡大している。
「夢スタジアム」のキャッチフレーズの下、売場では「日本最大または日本初」「大阪最大または大阪初」「近鉄発」の3本を軸に問屋頼みからの脱却を図って、自主MDを実施する特化売場を設け、定着し次第、売場の5～6割をこのような売場にするとした。売場以外では関西国際空港の開港で難波と並んで陸の玄関口となるエリアにふさわしく、「大阪府旅券事務所」も併設する旅行館、キタ・ミナミに対して文化性とアメニティが欠けていたとされる阿倍野で近鉄百貨店のイメージアップと文化発信基地としての役割を果たし、生活者とアートの融合の場である近鉄アート館といった施設も設けている。さらに、阿部野橋ターミナルビル新館には当店に加え、近商ストア運営の生活用品専門店「オールウェイズ」、近鉄商業開発（1987年5月1日設立）が運営し、南米の都市・ラ・セレナにちなんで名付けられた若者向け専門店街「ラ・セレナ」が出店しており、近鉄流通グループの旗艦店とされた。これらの店舗に加えて、ビル内には三井銀行（当時）阿倍野支店も新たに入居した。

アクセスについては近鉄南大阪線をはじめ、天王寺駅に発着する鉄道路線に加え、阪神高速道路からのアクセスが良く、マイカーにおいては梅田よりも優位だとし、大規模な駐車場を備えた。奈良そごうの出店を計画していたそごうから奈良県内などの商圏を守ることに加え、阪神間でブランド力のある阪急百貨店や大丸との競争も見越している。

これに加えて、CIの導入とロゴマークの変更、平野区と八尾市への大規模流通センター建設、海産物卸売のジャパン・シーフーズの設立といった整備も行っている。また、当店は上本町店、奈良店、橿原店、東京店を管轄下におく本店となった。

#### 専門店街の新設
上記の「ラ・セレナ」に加え、2000年(平成14年)9月には南側の旧・別館跡地に「HOOP（フープ）」を開業し、「ラ・セレナ」の閉館と入れ替わりで2008年(平成16年)9月には「Hoop」南側の常磐官舎跡地に大型商業施設「あべのand|and（アンド）」を開業した。これらの商業施設によって阿倍野本店との相乗効果を狙った。

### 再開発プロジェクト

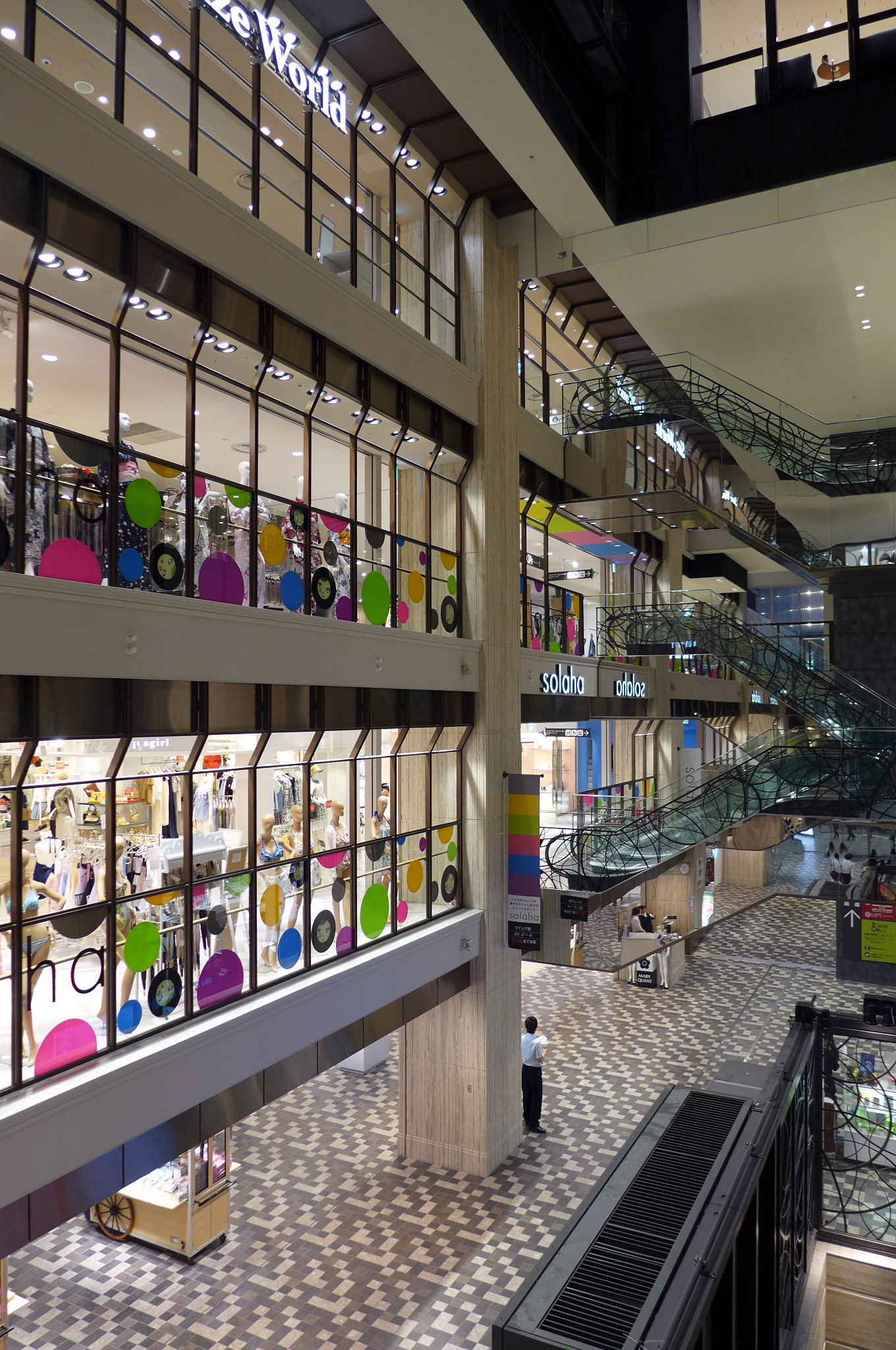
あべのハルカス近鉄本店

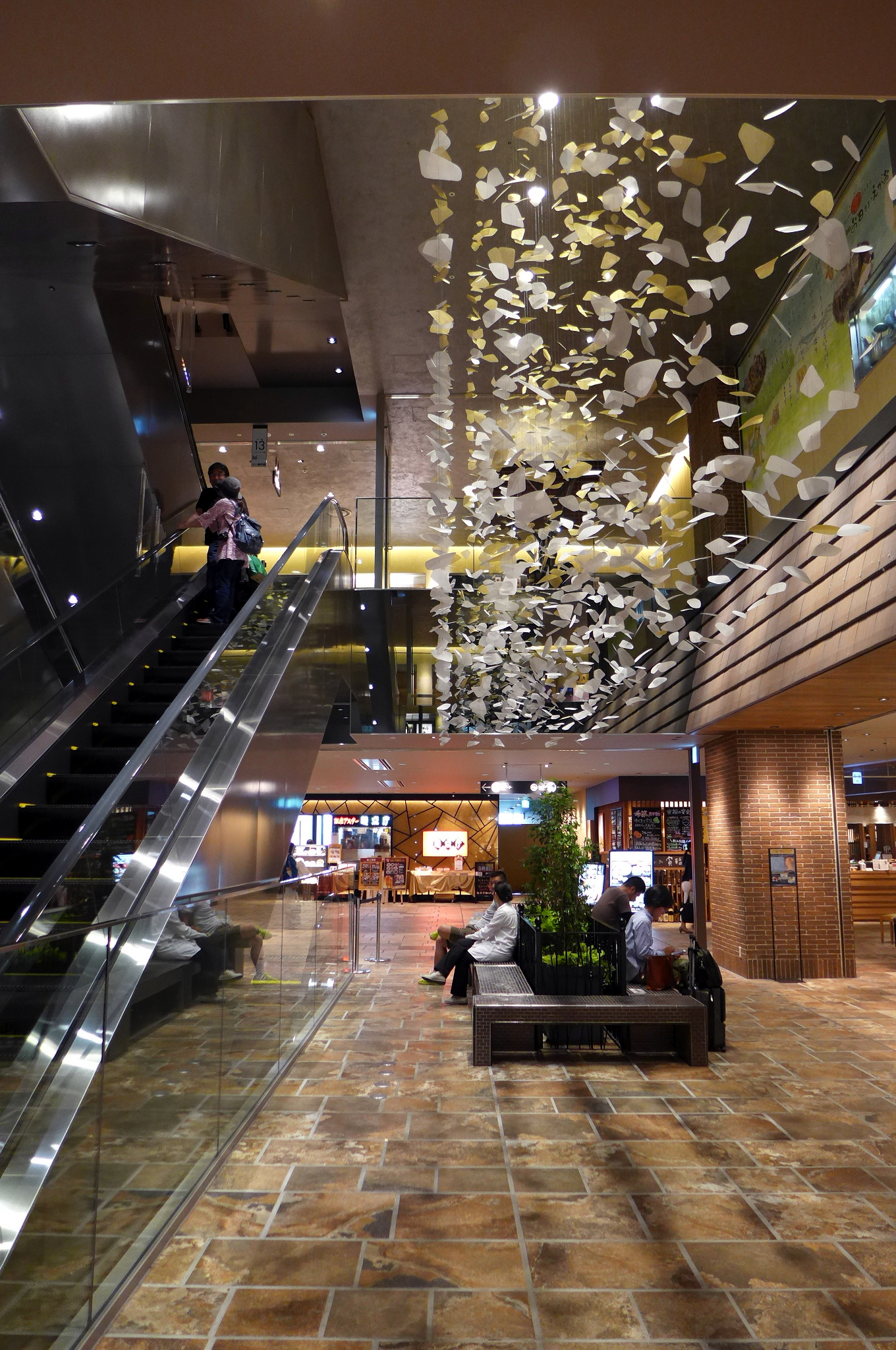
12-13階あべのハルカスダイニング

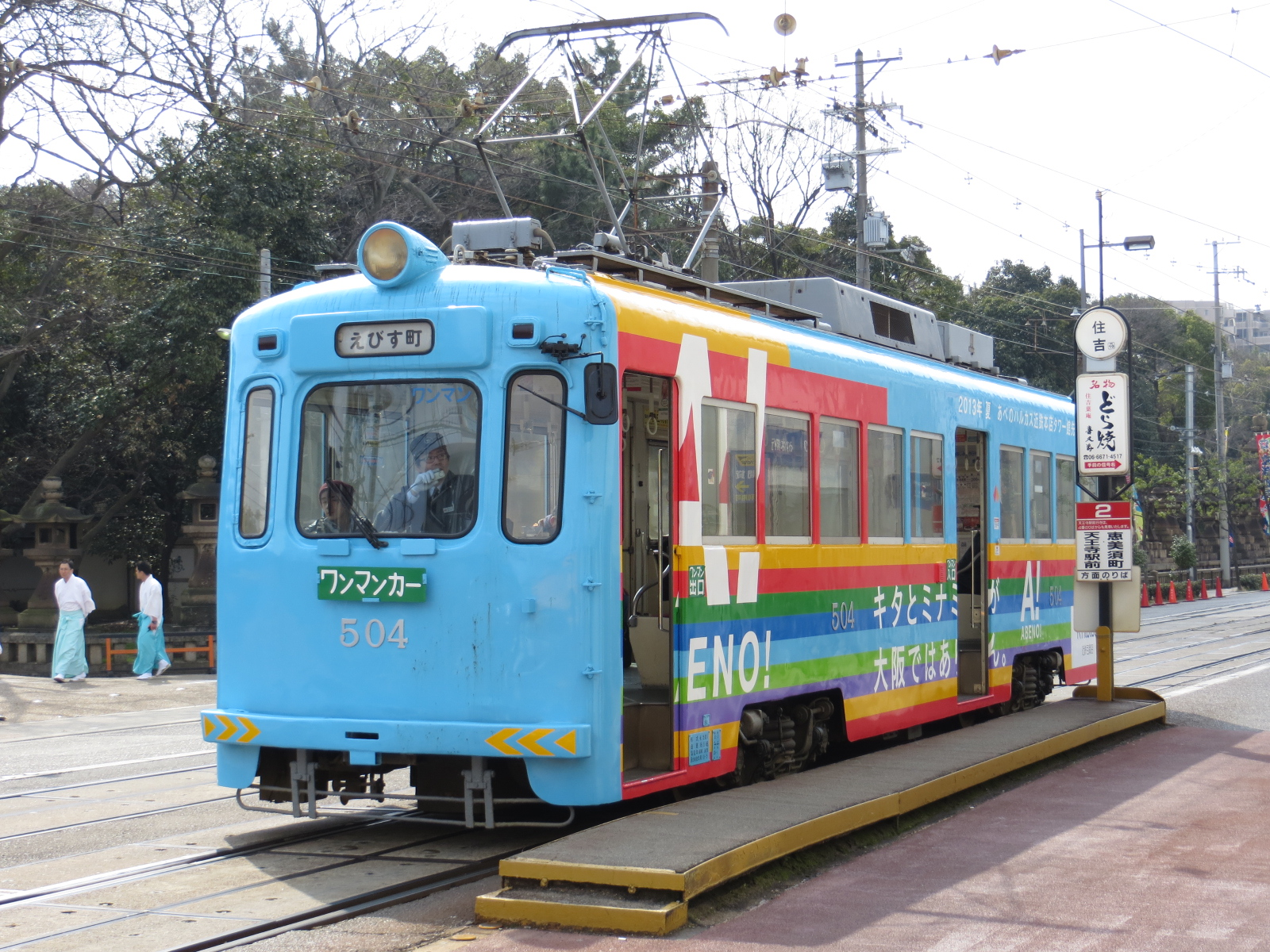
近鉄百貨店が阪堺電気軌道に走らせたラッピング電車

当初は1937年建築の旧館（本館の西半分）を改装すると表明していたが、2007年には旧館を建て替えると発表した。少なくとも20,000m2以上増床し、新本館だけで松坂屋名古屋本店を上回り国内最大の百貨店（新本館約88,000m2以上、「Hoop」「and」を合わせて約116,000m2以上）となる。また旧館の建て替えはオフィスなどとの複合ビルとなり、280mの高さとなるとの報道もされていた
2007年8月8日には、近畿日本鉄道が当店本館を含めた阿部野橋駅ターミナルビル（旧館部分）の再開発計画の詳細を発表した。ターミナルビル旧館部分を高さ300mの複合ビル「あべのハルカス」に建て替え、新しい超高層ビルには、1988年開業の新館部分46,600m2を含み、10万平方メートルの店舗を構える構想とされた。これにより、それまで日本一高いビルであった横浜ランドマークタワー（1993年開業・約296m）を抜き、21年ぶりに高層ビル日本一の記録が塗り換わった。
2013年6月13日には「タワー館（あべのハルカスの低層階（西側）部分（地上14階 - 地下2階））」の先行開業（第1期分オープン）に合わせ、近鉄百貨店阿倍野店または近鉄百貨店阿倍野本店との呼称を「あべのハルカス」の中核施設・近鉄流通グループの旗艦店であることを強く印象付ける目的で「あべのハルカス近鉄本店」に統一した。
「本来フルライン・フルターゲットの店である百貨店で売場運営の効率を優先して客層や品揃えに偏りが生じ、他業態に多くの客層が流れ、年々売上高が減少している」とし、日本最大の営業面積10万ｍ2を活用し、本来あるべき姿とするフルライン・フルターゲットの百貨店への回帰を目指した。このために従来の百貨店より幅広い来店客を期待し、メインターゲットとしては、従来から当店を主に利用していたアクティブシニアの女性に加え、40代から50代のミセス、ＯＬ、チャレンジターゲットとしてファミリー、駅利用サラリーマンを見込んだ。
フルラインの品ぞろえを復活させるため、3フロアにわたって面積11,000ｍ2で展開する日本最大級のレストランフロア「あべのハルカスダイニング」、当店にあった専門店街「ラ・セレナ」や名駅の近鉄パッセでの実績を基にした「Solaha（ソラハ）」や関西最大級の9,000ｍ2のデパ地下に加え、大規模専門店も導入することで、様々なターゲット層に対してそれぞれの利用を見込んだ専門店を充実させた。これによって百貨店：専門店の比率を6：4とする。また、近鉄アート館の復活や店内喫茶の増設、屋上農園の導入などによって物販：非物販の比率を3:1にすることで「コト」消費にも対応した時間消費型の店舗として、買い物目的がなくても立ち寄れる業態融合型の店舗とすることで、新しい百貨店の事業モデルを目指している。さらに、百貨店の各種案内放送に他店のような女性声優ではなく窪田等を起用し、300万曲の中から厳選したUSENのオリジナルBGMも採用するほか、開店時・閉店時にはニューヨーク在住のピアニスト・天平のオリジナル楽曲を流すなどして、滞在環境の向上にも努め、時間消費型の店舗にふさわしい雰囲気作りも行う。
これらの内容が発表された後、2013年（平成25年）6月13日にタワー館がオープンした。次に、それまでの新館をウイング館とするため順次改装を行い、10月10日には第2期分としてウイング館の4階から8階までがオープンし、2014年（平成26年）2月22日にはウイング館の地下2階の一部と地上2階から4階までに「Solaha（ソラハ）」がオープンした。これにより、「あべのハルカス近鉄本店」は全館グランドオープンした。そして、同年3月7日には、同店を含め、あべのハルカス（オフィスフロア・大阪マリオット都ホテル・あべのハルカス美術館・ハルカス300（展望台））がグランドオープンしている。
特に梅田・難波より多い近隣住民と天王寺駅・大阪阿部野橋駅の利用者、あべのハルカス展望台への来訪客を主とした集客を行い、専門店部分の売上高を含めた取扱高ベースの売上高では1,450億円、売上高では1,190億円をそれぞれ目標とした。

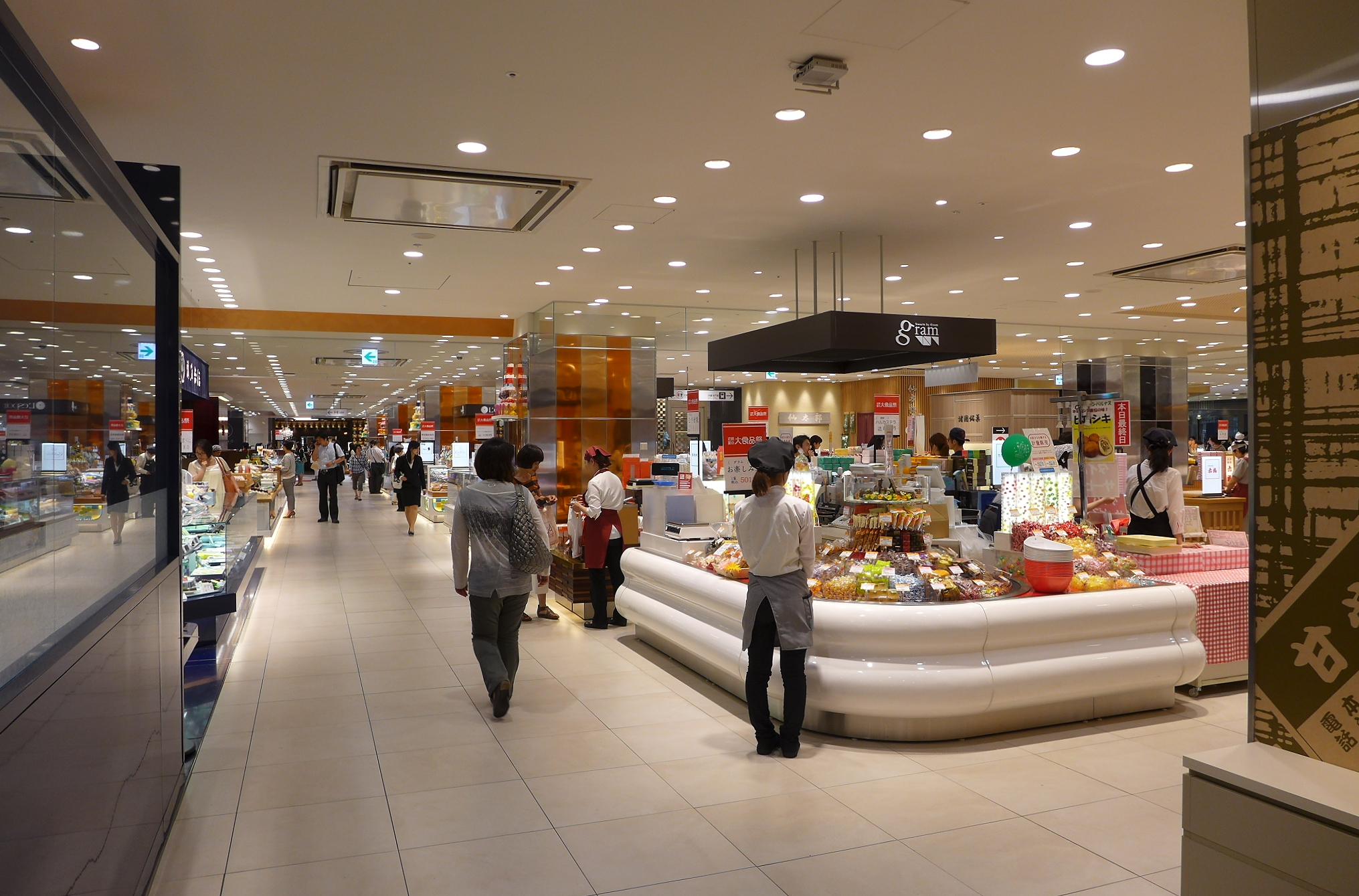
B1階
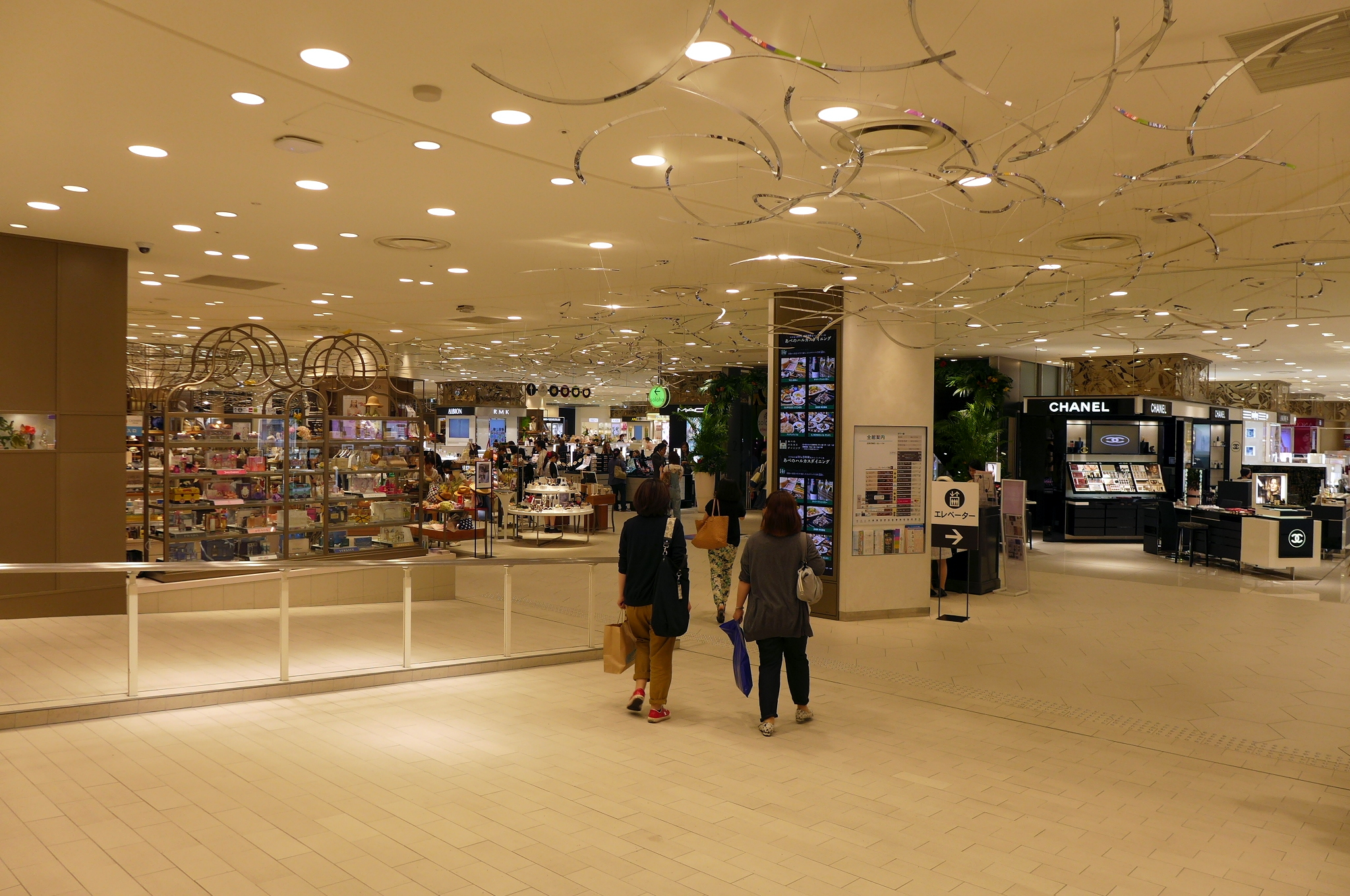
2階
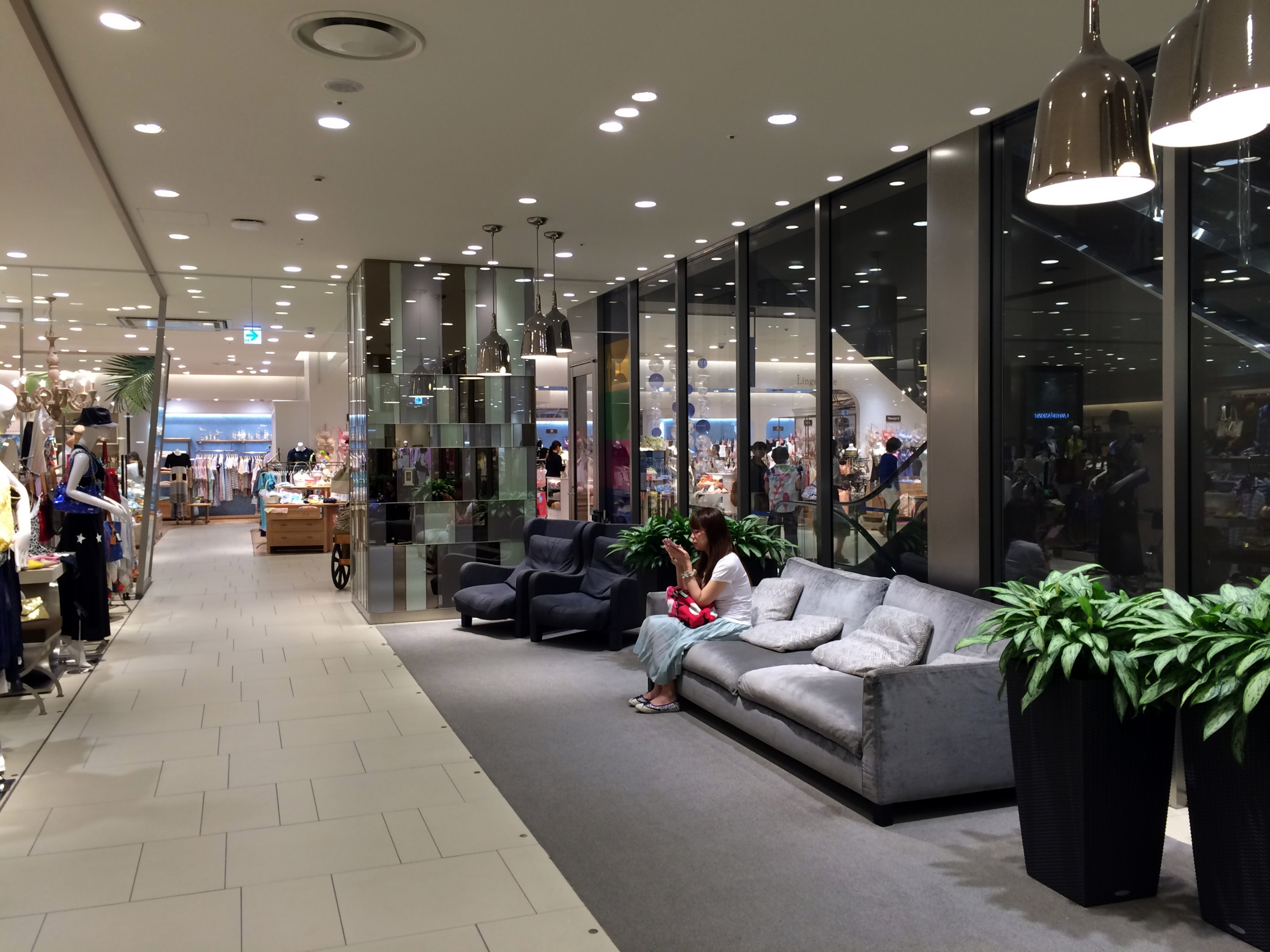
5階
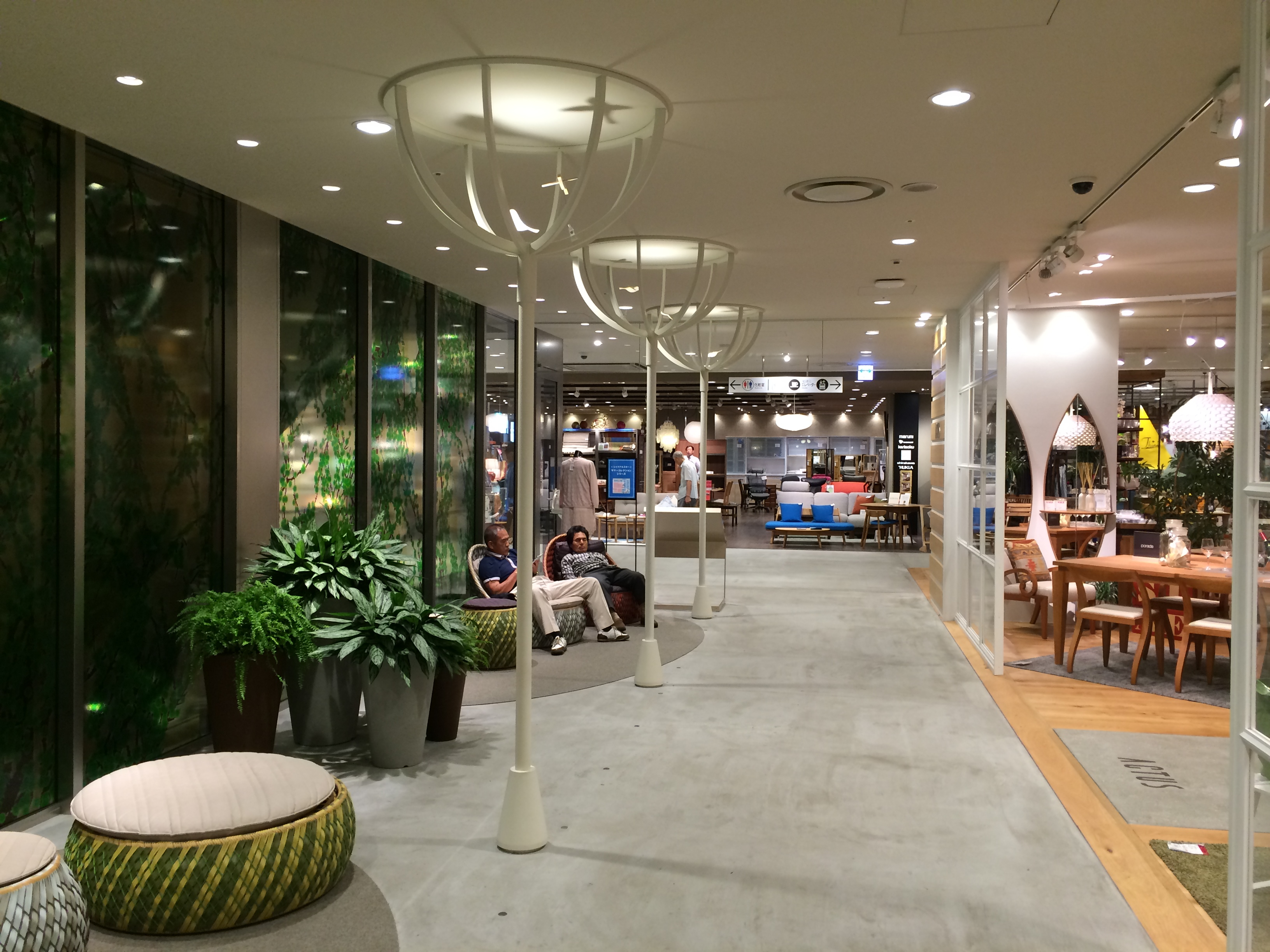
9階
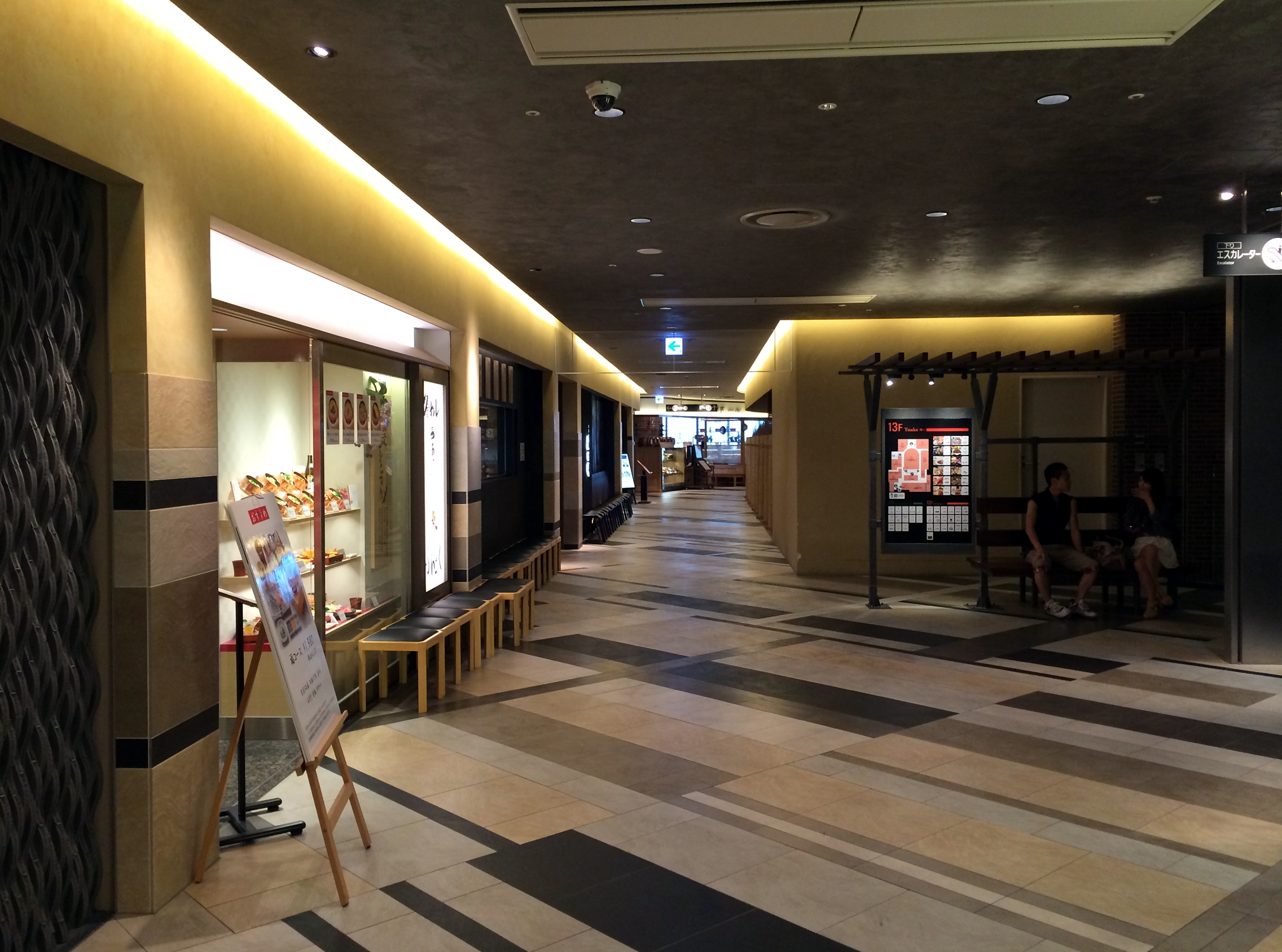
13階
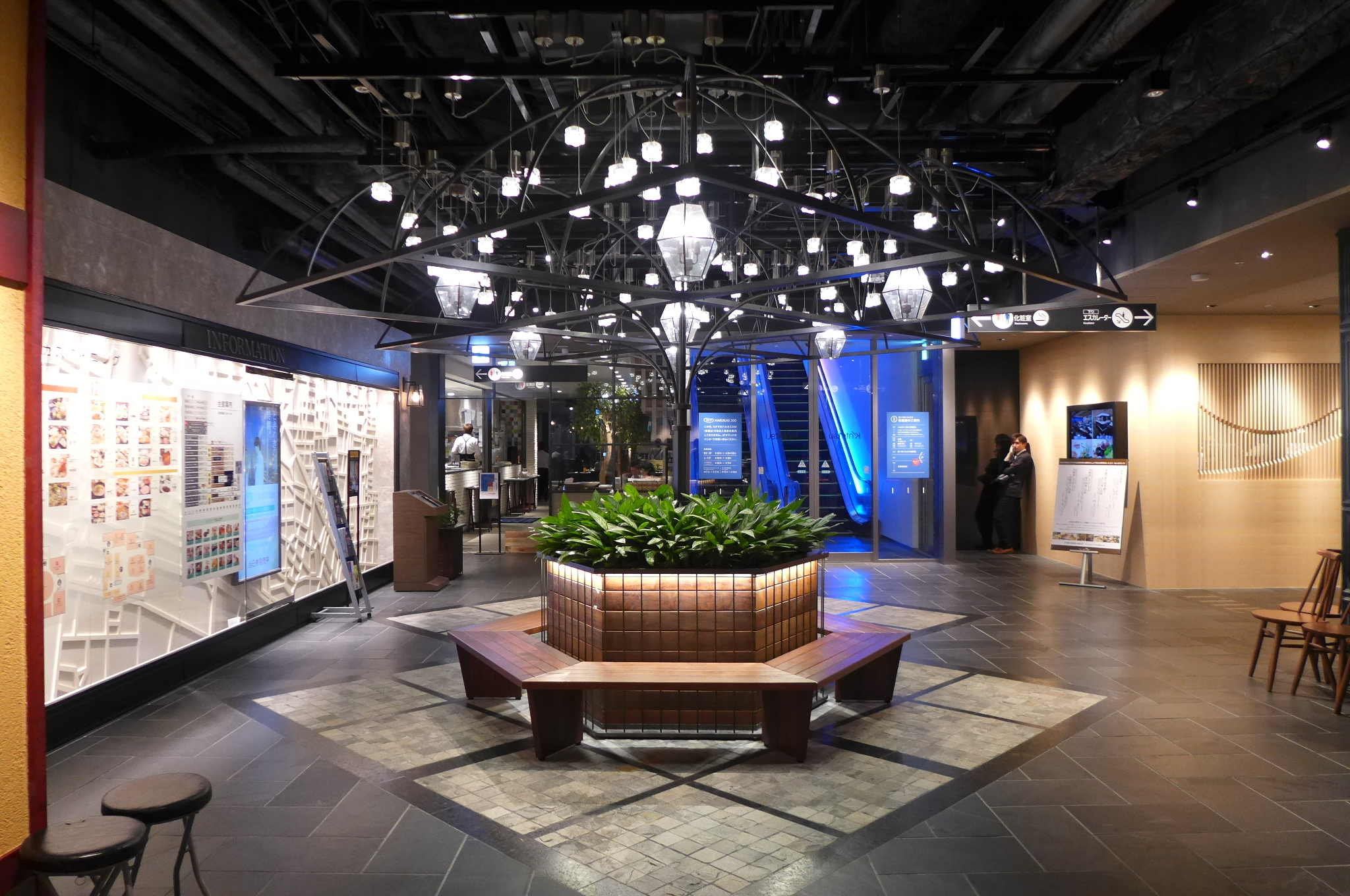
14階

### 新店舗開業後

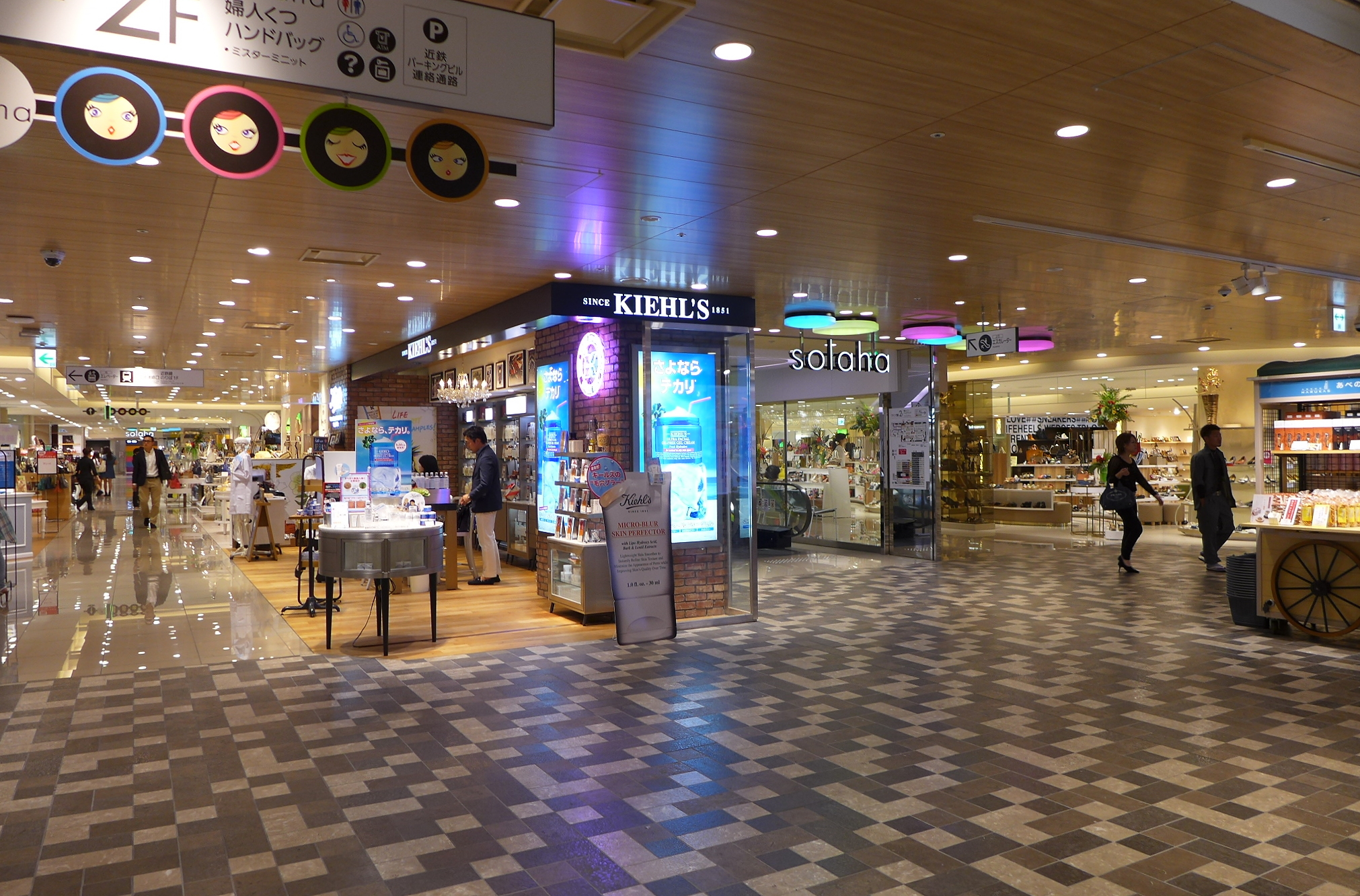
2階の若年女性向け専門店ゾーンsolaha（ソラハ）

あべのハルカス近鉄本店としての開業初年度の売上高は983億円である。これは目標を大きく下回っており、2016年度の売上高も974億円と前年度並みにとどまっている。特に「solaha（ソラハ）」ゾーンが予想ほどの集客を得られなかったとされた。
このため、開業半年後から改装を行い、エディオンやコクミンドラッグなどの専門店を誘致したり、デパ地下・新鮮市場の一部を「パントリー」に委託した。そして、2016年11月には「Cafe & Meal Muji」併設の「無印良品」が2階の若年女性向け専門店ゾーン「solaha（ソラハ）」を改装した場所に入居することになった。これらの施策によって、客の流れが周囲へ波及するようになり、「solaha（ソラハ）」をはじめとした女性向け商品の売り上げも改善が見られる。2017年3月にはロールケーキの「堂島ロール」を販売する「モンシェール」が入居してデパ地下も賑わうようになった。
さらに、ユニバーサル・スタジオ・ジャパン（USJ）との共同企画や中国での情報発信によって訪日外国人も増加している。このため、近鉄百貨店では2017年度の売上高は前期比7.5％増の1048億円を見込んでいたが、実際には2017年度テナント取扱高ベース売上高は前年度比16％増の1252億円（売上高は1,176億円）とさらに上回り、2018年5月の売上高も前年同月比18.4％増と、18カ月連続で前年を上回っている。

### 周囲の施設との関係

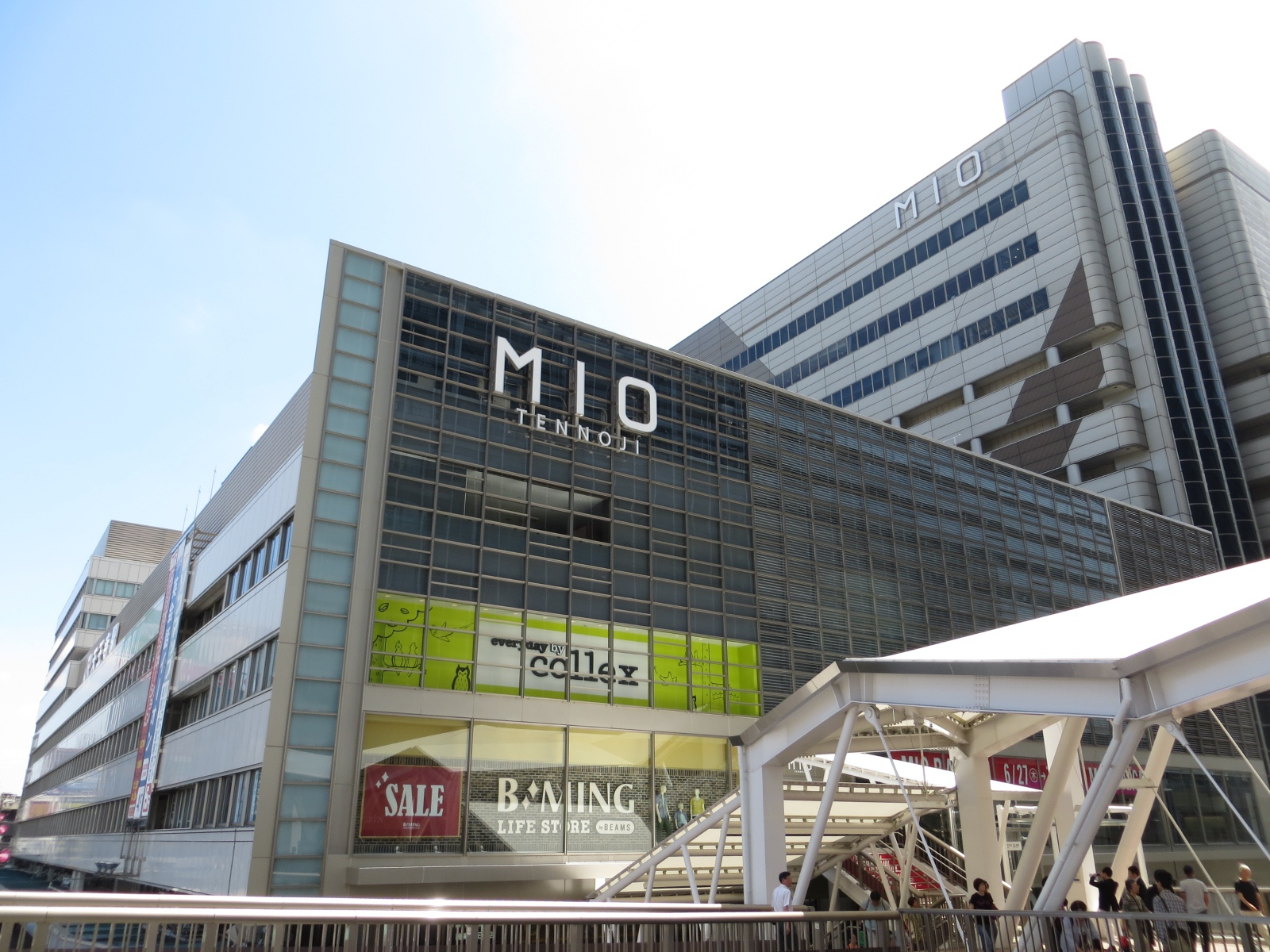
天王寺ミオプラザ館

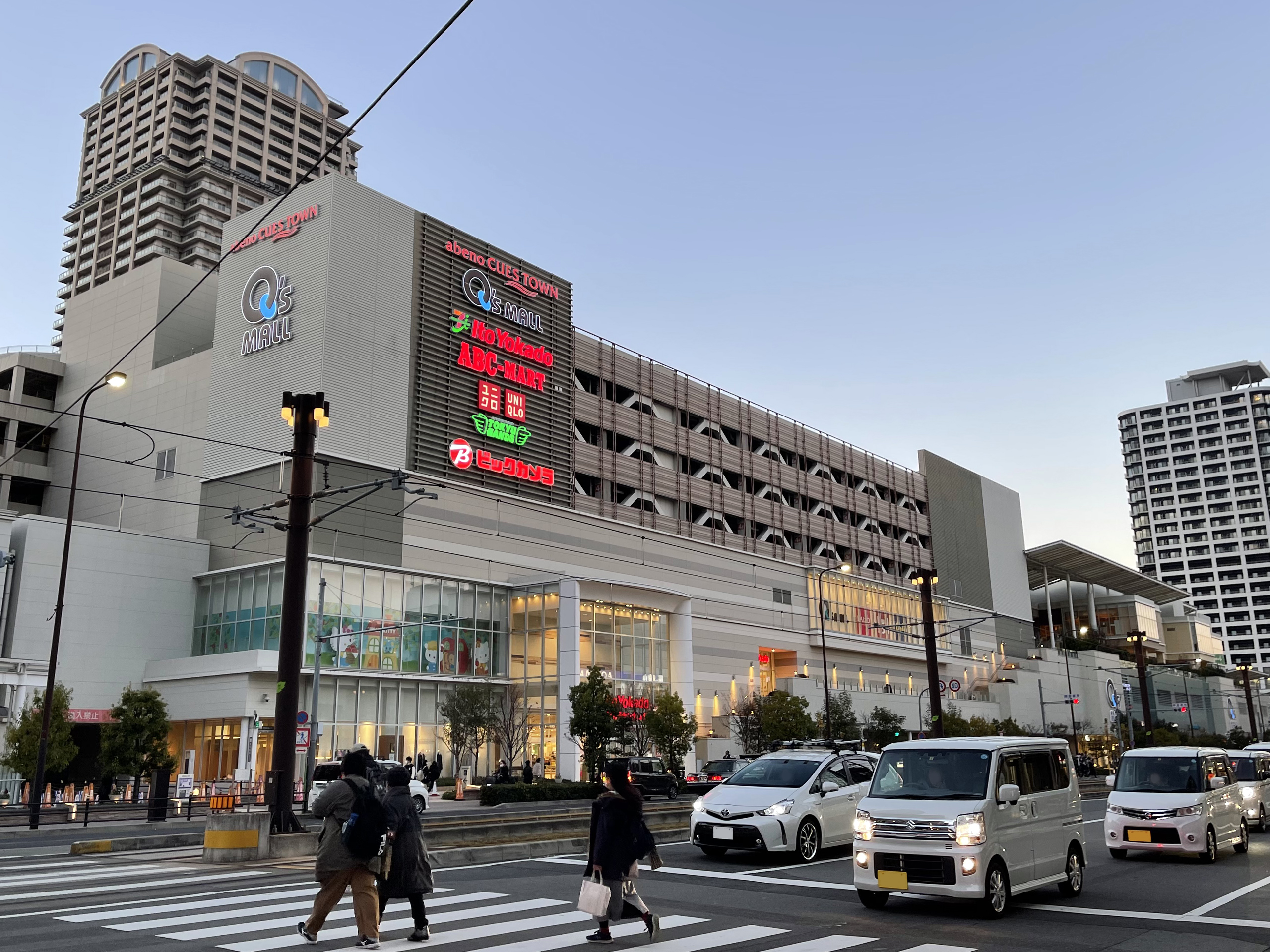
あべのキューズタウン

1995年（平成7年）9月14日に開業した天王寺駅ビルの天王寺ミオ本館のほか、2011年（平成23年）にはあべのキューズタウンとして、ViaあべのWalkが4月1日、あべのキューズモールは同年4月26日に開業している。
これらの施設は一部の客層が被るものの、競合関係というより、いずれも一体となって天王寺・阿倍野エリアを盛り上げる存在として捉えている。例えば、近鉄百貨店と「あべのキューズタウン」を運営する東急不動産SCマネジメントでは2012年2月1日から14日にかけて初の共同販促企画「あべので愛のはさみうち。バレンタインスタンプラリー」を実施し、同年のゴールデンウィークにも「あべの近Q 上陸作戦」を実施した。また、「天王寺ミオプラザ館」の地下には傍系の「近商ストア」がプラザ館地下一階にハーベス天王寺店を出店している。

2019年（令和元年）12月からはこれら3施設と近鉄不動産が運営するてんしばなど天王寺・阿倍野エリアの企業・団体に加え、同じ近鉄百貨店の上本町店や四天王寺なども参加して「エリアパスポート」を発行するほか、毎月21日にこれらの店舗・施設に加えて通天閣そばの夜市「新世界市場」などのイベントを行う「ええやん まちフェス」を実施する。

このようにして、様々な施設が連携することで街全体で梅田や難波に対抗し、天王寺・あべのエリア全体の活性化を図っている。

なお、そごうが別会社・阿倍野そごうを設立しており、心斎橋にあったそごう大阪店と別に、阿倍野再開発事業に参加して、大阪市が建設する商業ビル（地下1階・地上12階）の核店舗となる阿倍野そごう（70,000～82,000m2）の出店を計画していた。当店にとっては競合でもあるが、キタやミナミとの競争上、天王寺・阿倍野地区の開発が進むとして歓迎している。しかし、当初は1986年（昭和61年）秋開店予定だったのを延期したのち、1997年（平成9年）5月に出店断念しており、天王寺・阿倍野エリアには他の百貨店は存在しない。当店から最も近い別の百貨店は先述の上本町店となっている。店がOsaka Metro谷町線で2駅と近いため、大丸心斎橋店と開業当初の大丸梅田店のように客層が被って売上を食い合ってしまうバッティングの懸念もあるが、近鉄百貨店では両店舗とも客層は2割程度しか被っていないため自社競合はさほど懸念しておらず、髙島屋が最大のライバルだとしている。髙島屋自身はキタに対抗するために当店への仲間意識もあるものの、大阪店のみならず、堺店や泉北店とも集客圏が被るため、ライバル視もしている。

### 初のタワー館改装と専門店の運営
また、近鉄百貨店では他社の経営する専門店の誘致にとどまらず、自社でも専門店のフランチャイズ（FC）運営に取り組んでおり、当店にもいくつかの店を導入することになった。
2021年4月にはタワー館で「あべのハルカス」開業後初の大規模改装を実施した。奈良店や四日市店でFC運営している高級食品スーパー「成城石井」をタワー館地下2階・食品売場に導入したのに加え、台湾の商業施設「誠品書店」で人気の食品・雑貨セレクトショップ「神農生活」ともFC契約を結び、「神農生活」の日本国内1号店をタワー館10階にオープンした。
また、ローマの世界観を再現したブルガリの新店舗がタワー館1階に開業するなど、高級ブランドもより一層の充実を図った。
同年夏にはタワー館2階の東側（ウイング館側）へ2020年東京オリンピック・パラリンピックの公式グッズ販売店を期間限定でオープンした後、9月にはその跡地へ北海道どさんこプラザをオープンした。ほかの同プラザは三越伊勢丹ホールディングス傘下の百貨店・丸井今井による運営がほとんどだが、今回は近鉄百貨店と北海道貿易物産振興会が共同運営する形での関西初出店。常設の売場に加え、その周辺に週替わりで北海道から限定商品の出店を行う。

## フロア構成

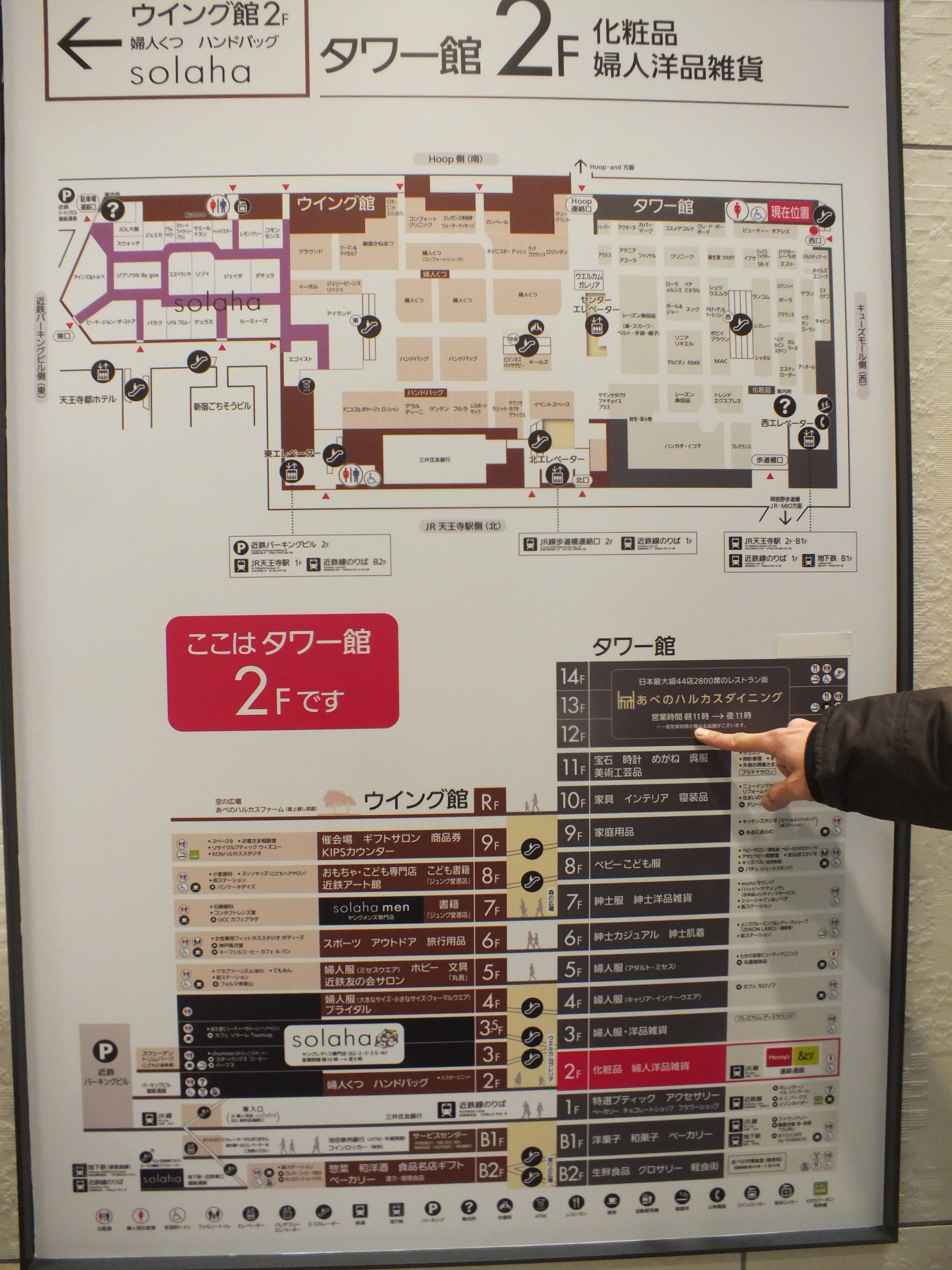
あべのハルカス近鉄本店（2014年開業時）

先述のとおり、「あべのハルカス近鉄本店」としてリニューアルオープンした際にはヤング・カジュアルの女性向け「Solaha」ゾーンが4フロアにわたって展開されていたが、縮小されて2フロアとなっている。跡地には無印良品やエディオンなどの専門店が入居し、残ったゾーンとの相乗効果を狙っている。これに対して、男性向け「Solaha Men」コーナーもあるが、これは2021年現在もほとんどそのまま営業している。

## その他
当店近くに住むハイヒール・モモコが近鉄百貨店の個人株主となっており、普段から当店で近鉄百貨店の株主優待による10％割引を利用して買い物するほか、当店の開くイベントにも登場することがある。

## 周辺施設

### 近鉄百貨店が運営する施設
- あべのHoop
- あべのand
- ラ・セレナ - 阿部野橋ターミナルビル新館の開業時に入居していたが、上記2施設のように独立した商業施設の扱いだった。2008年（平成20年）8月31日閉鎖。

### 近鉄グループが運営する施設
- あべのアポロ
- あべのルシアス

### その他
- 天王寺ミオ本館
- 天王寺ミオプラザ館（旧・ステーションプラザてんのうじ）
- あべのキューズタウン
- あべちか